# Michel de Klerk
Michel de Klerk (Amsterdam, 24 novembre 1884 – Amsterdam, 24 novembre 1923) è stato un architetto olandese.

## Biografia
De Klerk da un punto di vista architettonico si inserì nell'ambito della Scuola di Amsterdam, anche chiamata 'Gruppo Wendingen', dal nome della rivista degli allievi di Eduard Cuypers, e con le opere dei colleghi Piet Kramer e Margaret Staal-Kropholler e di altri, non aderì allo schematismo del gruppo 'De Stijl', preferendo, grazie al contributo e all'aiuto di Hendrik Petrus Berlage, architetture movimentate, impreziosite di particolari raffinati,basate sulla espressività immediata delle loro opere architettoniche, definibili come "sperimentali" vicini alla tradizione architettonica olandese, ma spinti a portare una innovazione di gusto romantico.
De Klerk espresse nel modo più evidente e manifesto le idee del gruppo e fu anche il primo a tentare con successo, nel complesso intorno alla Spaarndammerplantsoen (1913) le possibilità espressive di una edilizia inserita nel tessuto culturale della città,caratterizzata da un uso elegante del mattone.
Il piano di espansione di Amsterdam, elaborato da Berlage, aprì le porte a de Clerk e al suo gruppo per l'esecuzione, in un contesto omogeneo, di una serie di architetture che costituiscono l'episodio più significativo della sviluppo della Scuola di Amsterdam.
Il blocco "Eigen Haard" lungo la Zaanstraat (1917-1921) risultò il suo edificio più tipico, che innalza la struttura operaia ad una nuova dignità del tutto particolare.
Nell'Amsterdam-Zuid si misero in evidenza le costruzioni operaie di de Klerk (1920-1922) sulla Stalinlaan e sulla Schwartzeplein, dove la tessitura variata della cortina in mattoni, il disegno dei serramenti bianchi, gli episodi plastici delle facciate si compongono in una unità che le distingue dalle architetture progettate dai colleghi del gruppo.
Le opere successive di de Klerk espressero un gusto di maggiore semplicità e ordine, come evidenziarono il padiglione per l'Asta dei fiori ad Aalsmer (1923), il circolo dei canottieri "De Hoop" sull'Amstel (1923), i grandi magazzini "De Bijnkorf" ad Amsterdam, terminati nel 1924 da Kramer.

## Opere
- Spaarndammerplantsoen (1913);
- "Eigen Haard" lungo la Zaanstraat (1917-1921);
- Amsterdam-Zuid (1920-1922);
- Asta dei fiori ad Aalsmer (1923);
- Circolo dei canottieri "De Hoop" sull'Amstel (1923);
- Grandi magazzini "De Bijnkorf" ad Amsterdam, (1924).

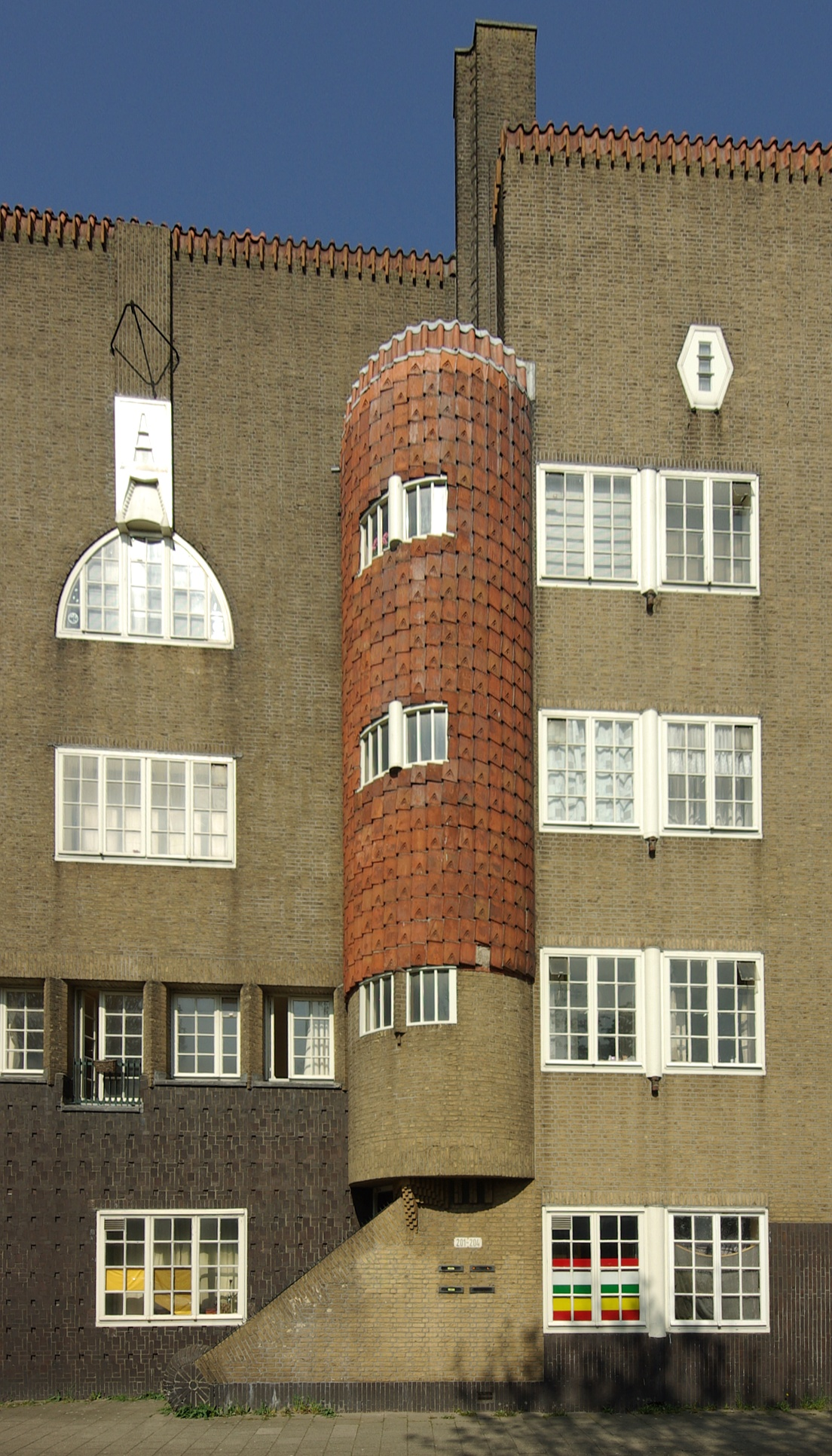
Häuserblock Spaarndammer-plantsoen 33 (1914–1918) in Amsterdam
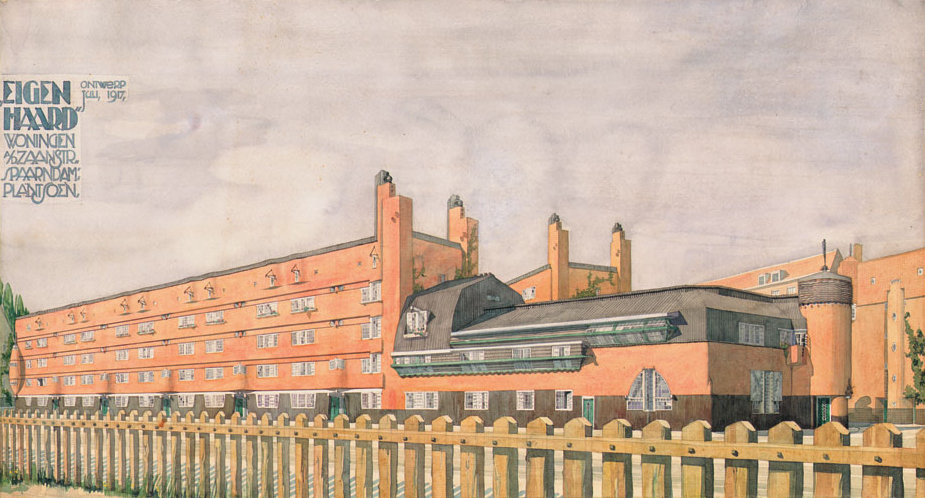
Progetto del quartiere cittadino Het Schip, 1917
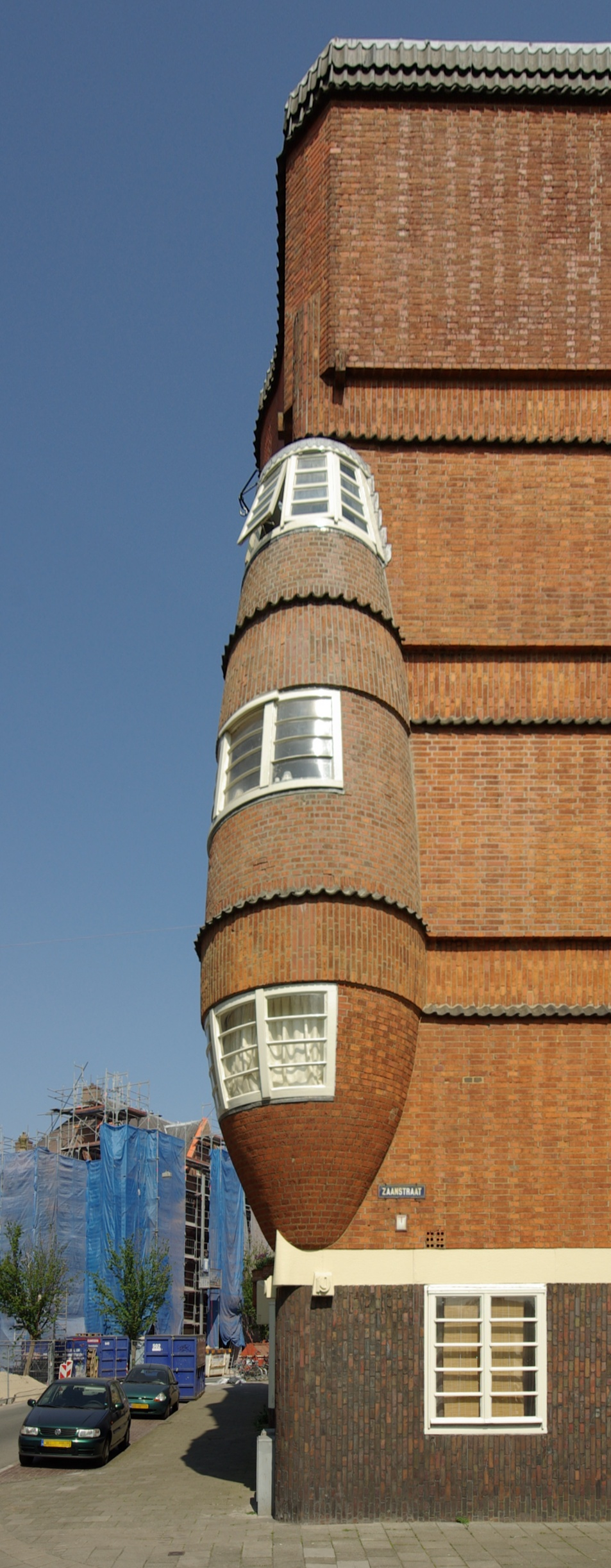
Finestra a bovindo sul blocco Het Schip (1917–1921)
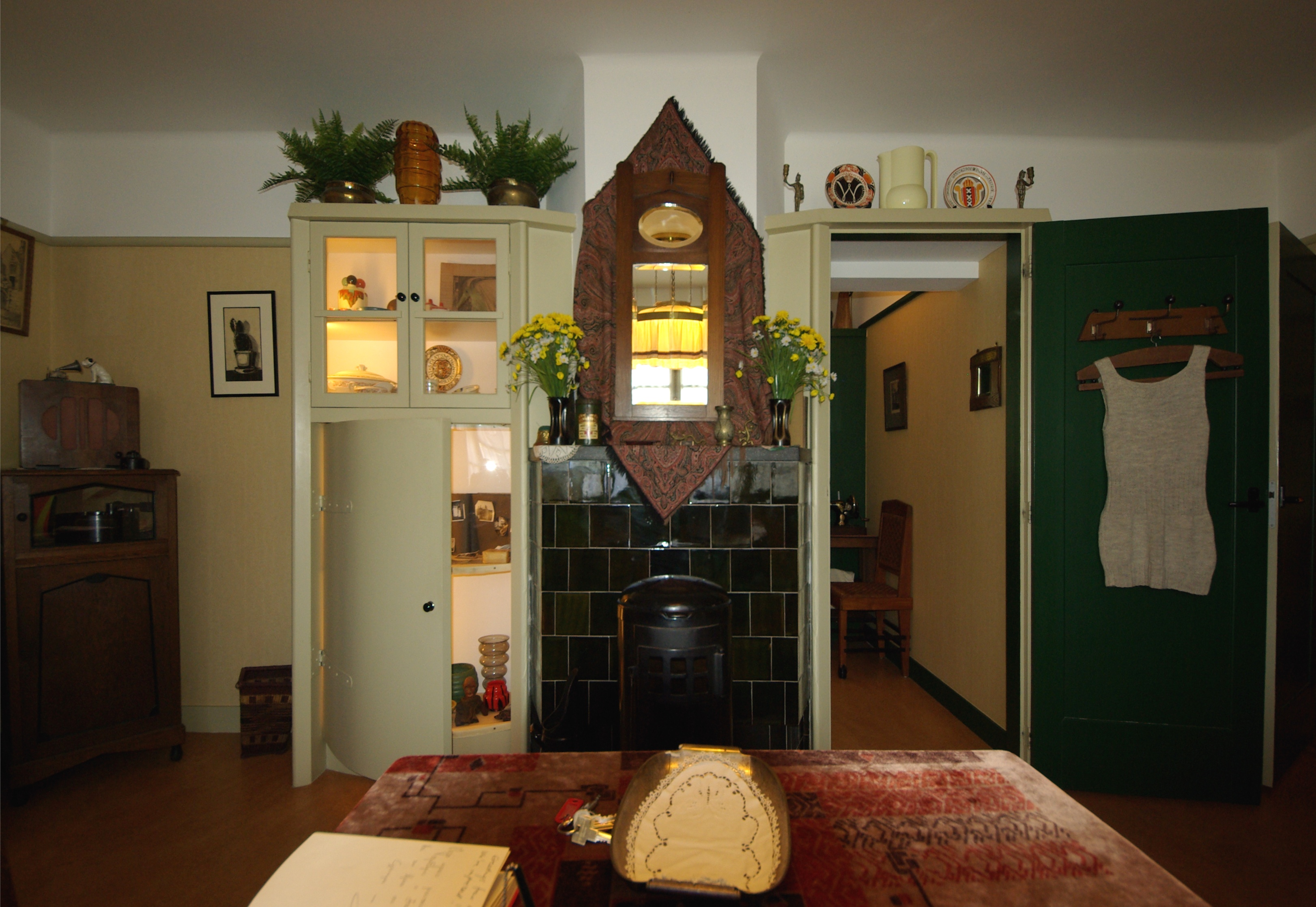
Ricostruzione di un appartamento dei lavoratori nel blocco Het Schip (1917–1921)
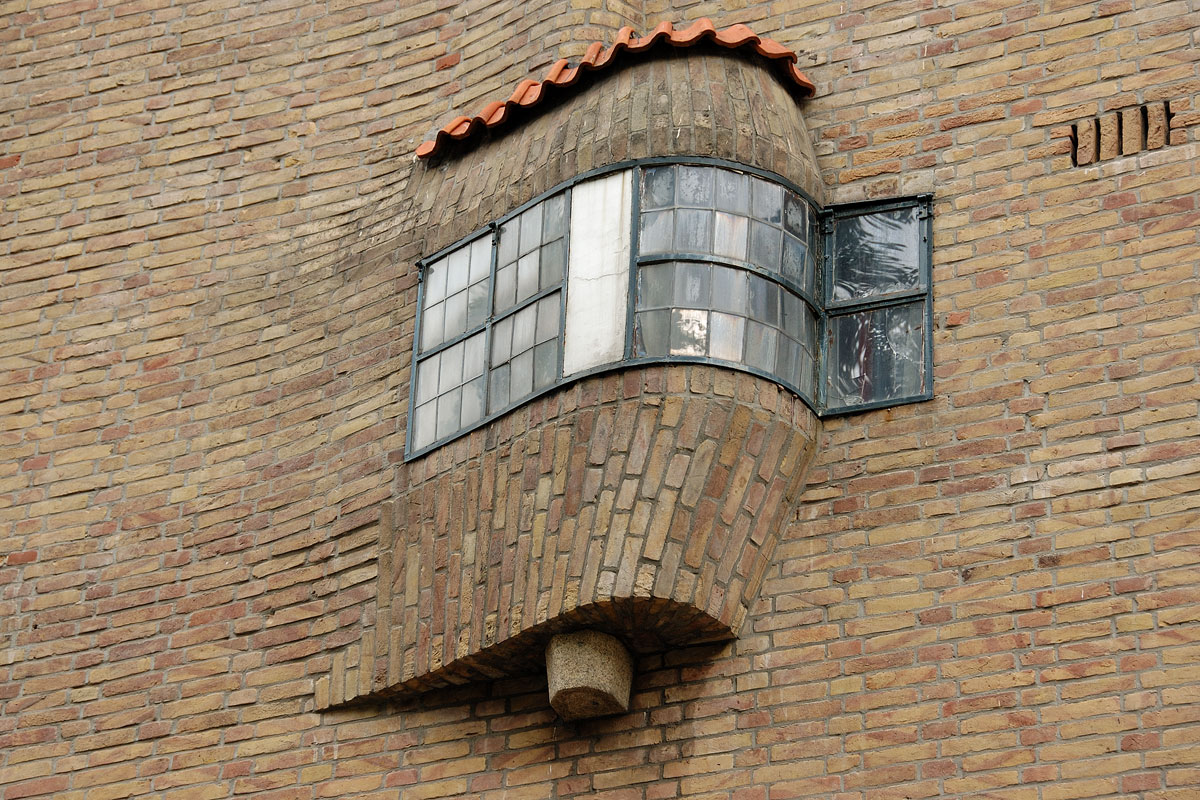
Häuserblock Vrijheidslaan (1921–1922) in Amsterdam
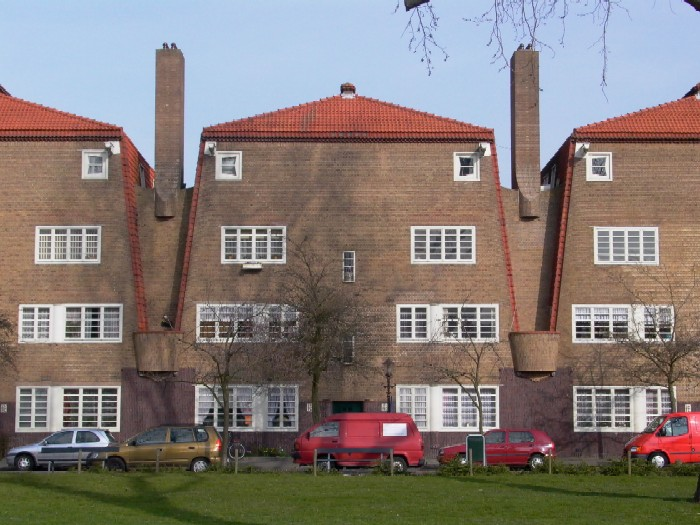
Wohnhäuser Thèrése Schwartzeplein in Amsterdam